# Charles L. Robinson
Charles Lawrence Robinson (21 de Julho de 1818 – 17 de Agosto de 1894) foi o primeiro Governador do Kansas. Também foi o primeiro governador de um estado dos EUA a ser destituído por uma assembleia legislativa, apesar que foi considerado inocente durante o julgamento subsequente no Senado do estado e não foi removido do cargo. Até o momento, ele é o único governador do Kansas a ser destituído.

## Biografia

### Massachusetts
Robinson foi educado nas academias Hadley e Amherst e no Amherst College. Estudou medicina em Woodstock, Vermont, e mais tarde em Pittsfield, Massachusetts, onde obteve seu diploma de medicina na Berkshire Medical College em 1843. Foi médico em Belchertown, Springfield e Fitchburg.

### Califórnia
Em 1849, viajou por terra para a Califórnia. Editou um jornal diário em Sacramento chamado Settler's and Miner's Tribune em 1850, participou ativamente dos tumultos de 1850 como defensor da soberania dos sem-tetos, ficou gravemente ferido e, enquanto estava sob acusação de conspiração e assassinato, foi eleito para a Assembleia Legislativa da Califórnia. Foi posteriormente dispensado pelo tribunal sem julgamento. Representou o 12° distrito da Assembleia do Estado da Califórnia de 1851 a 1852.
Casou-se com Sara Tappen Doolittle Lawrence em 1851 e tiveram dois filhos. Mais tarde, publicou o Kansas, its Exterior and Interior Life (Boston, 1856), na qual descreve as cenas, atores e eventos da luta entre amigos e inimigos da escravidão no Kansas. Em 1852, Charles retornou a Massachusetts e conduziu em Fitchburg um jornal semanal chamado News.

### Kansas

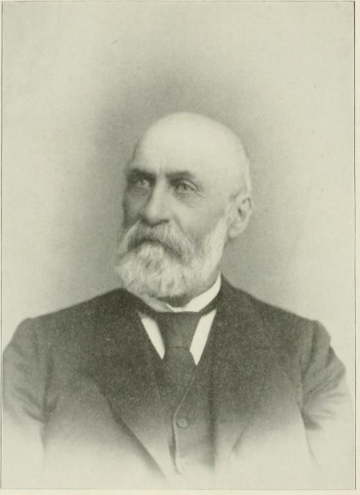
Charles Lawrence Robinson

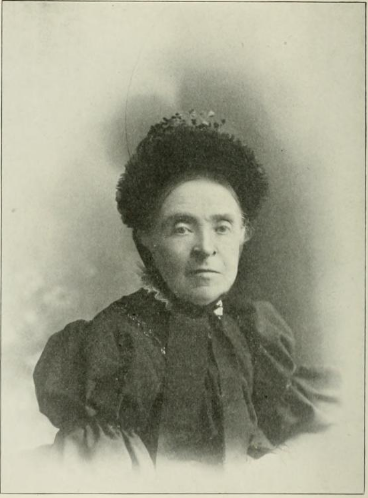
Sara Tappan Doolittle Robinson

Em 1854, Robinson participou de uma reunião na qual Eli Thayer, da New England Emigrant Aid Society, falou sobre a necessidade de se opor à escravidão. Após o discurso, os dois foram apresentados um ao outro. Thayer gostou imediatamente de Robinson e pediu que ele exercesse como o agente financeiro oficial da New England Emigrant Aid Company, com o qual Robinson concordou. Em Junho daquele ano, Robinson foi ao Território do Kansas com Charles Branscomb para encontrar terras adequadas nas quais a Emigrant Aid Society pudesse fundar uma cidade dedicada à causa do estado livre. Os esforços de Robinson acabaram levando à fundação de Lawrence.
Durante a tragédia do Bleeding Kansas, Robinson enfureceu muitos com seu apoio apaixonado aos Estados Livres, que estavam promovendo uma luta contra os defensores da escravidão. Foi eleito Governador Territorial do Kansas ilegalmente pela Constituição de Topeka em Janeiro de 1856. Desde a primavera de 1856 até Setembro, Robinson e vários outros líderes do Estado Livre, incluindo o filho do abolicionista John Brown, foram detidos em Camp Sackett. Este acampamento militar dos Estados Unidos (nomeada em homenagem a Delos B. Sackett) estava localizado a cerca de 5,6 km a sudoeste de Lecompton, Kansas.

## Impeachment
Em 1861, Robinson assumiu o cargo de governador do recém-admitido Estado do Kansas e cumpriu um mandato do dia 9 de Fevereiro de 1861 até 12 de Janeiro de 1863. Em 1861, a Câmara dos Representantes do Kansas o destituiu junto com o Secretário de Estado J. W. Robinson e o Auditor do Estado George S. Hillyer, por suposto uso indevido da venda de títulos, para financiar a mobilização de tropas em apoio à causa da União. Robinson foi considerado inocente pelo Senado do estado, mas prejudicou sua carreira política; Robinson e Hillyer foram considerados culpados e destituídos do cargo.
O impeachment de Robinson resultou de uma rivalidade política com James H. Lane, o primeiro Senador dos EUA do Kansas.

## Últimos anos
Eleito para o Senado do Estado do Kansas, Robinson exerceu de 1873 até 1881. Exerceu como presidente da Sociedade Histórica do Kansas de 1879 até 1880. Mais tarde, tornou-se Superintendente do Instituto Haskell e exerceu de 1887 até 1889 e foi regente da Universidade do Kansas por doze anos.
Robinson morreu no dia 17 de Agosto de 1894 e está sepultado no Cemitério Oak Hill, em Lawrence.